# Музей еротики (Барселона)

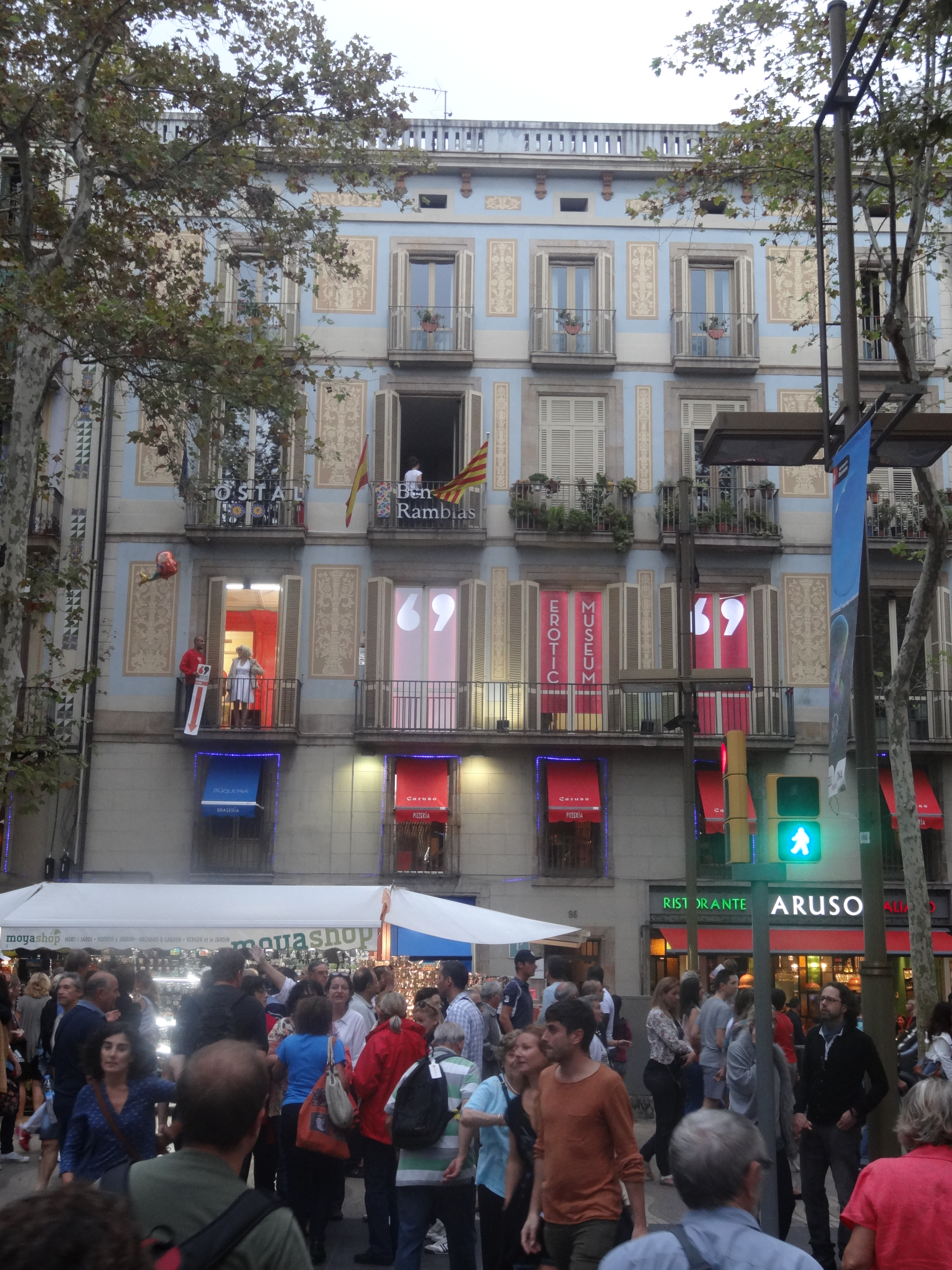
Будівля музею

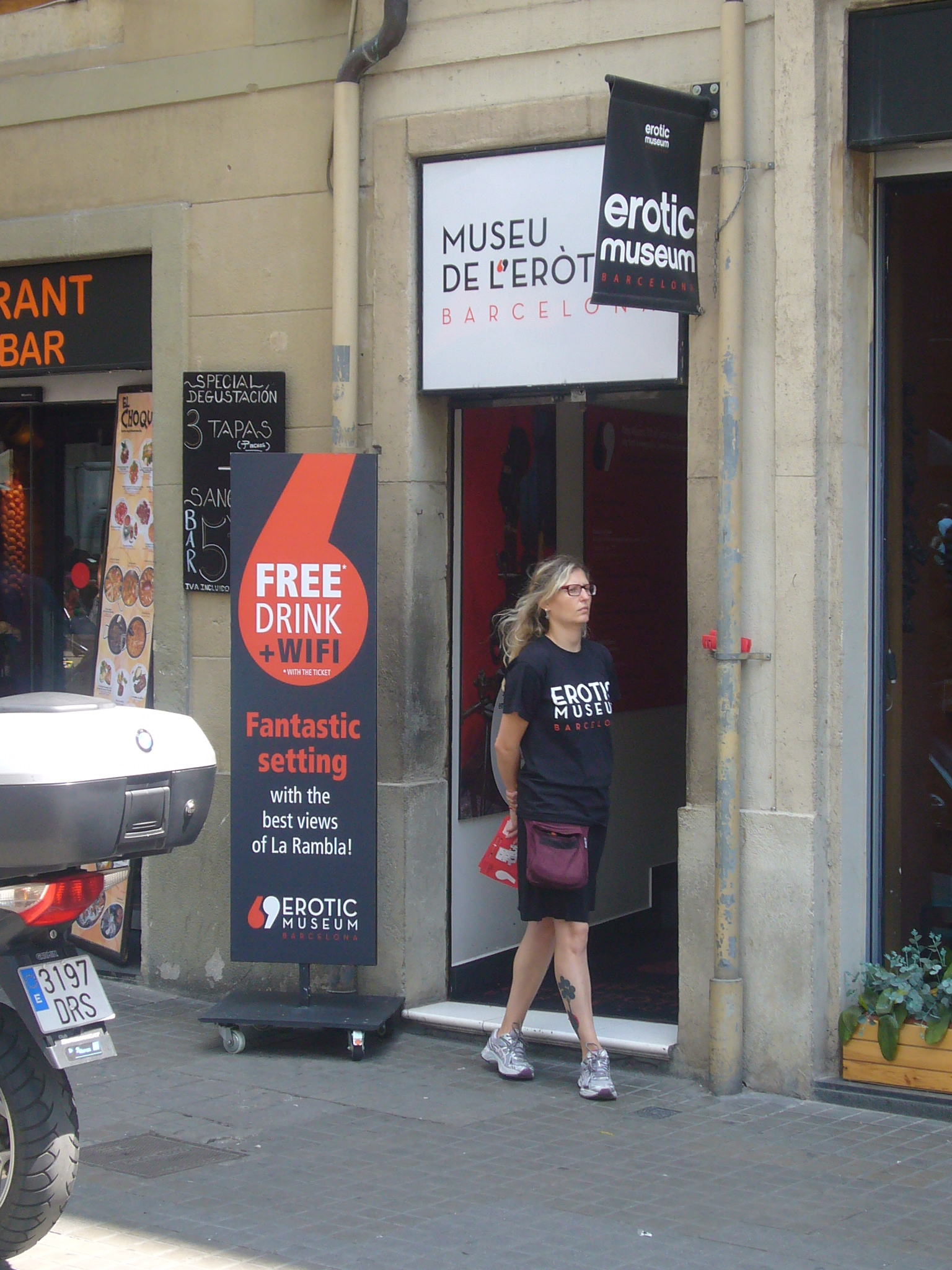
Вхід до музею

Музей еротики (кат. Museu de l'Eròtica de Barcelona) — музей еротичного мистецтва та культури, розташований в Барселоні.

## Опис
Це один з найвідвідуваніших музеїв Барселони. Він був відкритий в 1997 році і знаходиться на бульварі Ла-Рамбла, в самому центрі міста.
Це перший музей еротичного мистецтва та культури в Іспанії, де відвідувач може побачити розвиток еротики за допомогою різних художніх і культурних аспектів людського буття: антропології, археології, літератури, пластики, історії, антикваріату і т. ін.
У музеї виставлено понад 800 експонатів. Серед них є дуже цінні археологічні знахідки і твори мистецтва славнозвісних майстрів. Історичні речі дозволяють простежити еротичні мотиви в культурі різних народів планети і охоплюють різні періоди нашої історії з часів Давнього Єгипту, Фінікії, Стародавньої Греції та Риму. Є тут спеціальний розділ, присвячений Камасутрі та безліч важливих творів азійського мистецтва. Серед полотен великих майстрів виставлені еротичні твори Пабло Пікассо і Жуана Міро. Крім цього в музеї знаходяться роботи сучасних митців, серед яких основне місце займають фотографії.